# Catocala obscena
Catocala obscena là một loài bướm đêm trong họ Erebidae.